# Кояндинський сільський округ (Екібастузька міська адміністрація)
Коянди́нський сільський округ (каз. Қоянды ауылдық округі, рос. Кояндинский сельский округ) — адміністративна одиниця у складі Екібастузької міської адміністрації Павлодарської області Казахстану. Адміністративний центр — село Бескауга.
Населення — 1161 особа (2021; 1228 у 2009, 478 у 1999, 1051 у 1989).
Станом на 1989 рік існувала Карасуська сільська рада (села Айтен, Бескауга, Отділення 1) колишнього Екібастузького району, з 1993 року — Бескаузький сільський округ. Село Айтен було ліквідовано 2000 року. Кояндинський сільський округ був утворений 2008 року і до його складу увійшли новоутворені села Коянди, Курилисши, Теміртас. 2012 року Карасуський сільський округ перетворено в Бескаузьку сільську адміністрацію. 2017 року до складу Кояндинського сільського округу була включена територія ліквідованої Бескаузької сільської адміністрації, центром округу стало село Бескауга.

## Склад
До складу округу входять такі населені пункти:
| Населений пункт   | Старі назви      | Населення, осіб (1989) | Населення, осіб (1999) | Населення, осіб (2009) | Населення, осіб (2021) |
| ----------------- | ---------------- | ---------------------- | ---------------------- | ---------------------- | ---------------------- |
| Айтен, село       | -                | 156                    | 41                     | -                      | -                      |
| Бескауга, село    | -                | 740                    | 437                    | 468                    | 320                    |
| Коянди, село      | Підхоз Горняк    | -                      | -                      | 465                    | 592                    |
| Курилисши, село   | Підхоз Строїтель | -                      | -                      | 175                    | 162                    |
| Отділення 1, село | -                | 155                    | -                      | -                      | -                      |
| Теміртас, село    | Роз'їзд 116      | -                      | -                      | 120                    | 87                     |